# Одиннадцатое правительство Израиля
Одиннадцатое правительство Израиля (ивр. ממשלת ישראל האחת עשרה‎) было сформировано Леви Эшколем 26 июня 1963 года. Это было первое правительство, сформированное после второй (и окончательной) отставки Давида Бен-Гуриона.
Эшколь сформировал коалиционное правительство, куда вошли представители тех же партий, что и в предыдущее (МАПАЙ, МАФДАЛ, Ахдут ха-Авода, Поалей Агудат Исраэль, Сотрудничество и братство и Прогресс и развитие). В составе правительства были некоторые изменения, в частности, Эшколь заменил Бен-Гуриона на постах премьер-министра и министра обороны, Пинхас Сапир занял пост министра финансов, а Абба Эвен заменив Залмана Арана на посту министра образования, а также стал вторым заместителем страны премьер-министра. Эшколь представил новый кабинет как «правительство непрерывности». Заместители министров были назначены 1 июля 1963.
Правительство ушло в отставку после отставки Эшколя 14 декабря 1964 года, последовавшей из-за разногласий Эшколя с Бен-Гурионом по поводу дела Лавона, поскольку Бен-Гурион потребовал расследования через Верховный Суд Израиля. двенадцатое правительство было сформировано через неделю.

## Состав правительства
| Должность                                   | Имя, фамилия                    | Партийная принадлежность   |
| ------------------------------------------- | ------------------------------- | -------------------------- |
| Премьер-министр Министр обороны             | Леви Эшколь                     | МАПАЙ                      |
| Заместитель премьер-министра                | Абба Эвен                       | МАПАЙ                      |
| Министр сельского хозяйства                 | Моше Даян (до 4 ноября 1964)    | МАПАЙ                      |
| Министр сельского хозяйства                 | Хаим Гвати (с 9 ноября 1964)    | не был депутатом Кнессета1 |
| Министр развития                            | Йосеф Альмоги                   | МАПАЙ                      |
| Министр образования и культуры              | Залман Аран                     | МАПАЙ                      |
| Министр финансов                            | Пинхас Сапир                    | МАПАЙ                      |
| Министр иностранных дел                     | Голда Меир                      | МАПАЙ                      |
| Министр здравоохранения                     | Хаим Моше Шапира                | МАФДАЛ                     |
| Министр строительства                       | Йосеф Альмоги                   | МАПАЙ                      |
| Министр внутренних дел                      | Хаим Моше Шапира                | МАФДАЛ                     |
| Министр юстиции                             | Дов Йосеф                       | Не был депутатом Кнессета2 |
| Министр труда                               | Игаль Алон                      | МАПАЙ                      |
| Министр внутренней безопасности             | Бехор-Шалом Шитрит              | МАПАЙ                      |
| Министр связи                               | Элияху Сассон                   | Не был депутатом Кнессета3 |
| Министр по делам религий                    | Зерах Вархафтиг                 | МАФДАЛ                     |
| Министр торговли и промышленности           | Пинхас Сапир                    | МАПАЙ                      |
| Министр транспорта                          | Исраэль Бар-Йехуда              | Ахдут ха-Авода             |
| Министр социального обеспечения             | Йосеф Бург                      | МАФДАЛ                     |
| Министр без портфеля                        | Акива Говрин (с 1 декабря 1963) | МАПАЙ                      |
| Заместитель министра обороны                | Шимон Перес                     | МАПАЙ                      |
| Заместитель министра образования и культуры | Аарон Ядлин (с 1 декабря 1963)  | МАПАЙ                      |
| Заместитель министра образования и культуры | Калман Кахана                   | Поалей Агудат Исраэль      |
| Заместитель министра здравоохранения        | Ицхак Рафаэль                   | МАФДАЛ                     |
| Заместитель министра внутренних дел         | Шломо-Исраэль Бен-Меир          | МАФДАЛ                     |

1 Хотя Гвати в тот момент не был депутатом Кнессета, впоследствии он был избран в Кнессет от блока Маарах.
2 Йосеф в то время не был депутатом Кнессета, но входил в парию МАПАЙ.
3 Сассон в это время не был депутатом Кнессета, но на парламентских выборах 1965 года, был избран в Кнессет от блока Маарах.